# Ulugqat
Ulugqat (en kirguís: ۇلۇۇچات, romanizado: Uluuçat, lit. 'valle ramificado'; en chino, 乌鲁克恰提; pinyin, Wūlǔk'qiàtí, abreviado 乌恰 Wūqià) es un condado bajo la administración directa de la Prefectura Kizilsu en la Región autónoma de Sinkiang, República Popular China. Su área es de 19 118 km² y su población total para 2010 superó los 47 mil habitantes.

## Administración
Desde octubre de 2019, el condado Ulugqat se divide en 11 pueblos que se administran en 2 poblados y 9 villas.